# Bamberger (Gebäck)

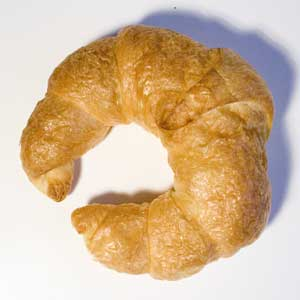
Bamberger Hörnchen

Ein Bamberger oder  Bamberger Hörnla ist ein Plundergebäck, ähnlich einem Croissant.
Es ist in Oberfranken und großen Teilen Mittelfrankens unter dem Namen „Bamberger“ bekannt. In Bamberg selbst ist das Gebäckstück als „Hörnchen“ oder „Hörnla“ bekannt. 
Das originale Bamberger Hörnchen basiert auf einem leichten, mit Milch hergestellten Hefeteig, der über Nacht geführt wird. Am nächsten Tag werden mehrere Schichten Butter eingezogen. Dabei beträgt der Butteranteil mindestens 20 Prozent, auf das gesamte Mehl bezogen. Andere Fette als diejenigen, welche in Butter und Milch enthalten sind, sind nicht zulässig. Der gewickelte Teigrohling ist in seiner Grundform länglich. Das Bamberger Hörnchen kann am hohen Krustenanteil und dem butterfarbenen Krumenbild erkannt werden; es ist schlanker als das Croissant.
„Bamberger Hörnchen müssen mit reiner Butter gebacken werden.“ stellte das Landgericht Bamberg 1977 fest.
Unter gleichem oder ähnlichem Namen existiert auch eine Kartoffelsorte.
Ein ähnliches, ebenfalls mit Butter zubereitetes Gebäck aus Bad Kissingen heißt Kissinger – eine Bezeichnung, die auch außerhalb Frankens üblich war, bis sich um die Jahrtausendwende die französische Bezeichnung „Croissant“ durchsetzte.